# NUDT17
NUDT17 (англ. Nudix hydrolase 17) – білок, який кодується однойменним геном, розташованим у людей на короткому плечі 1-ї хромосоми.  Довжина поліпептидного ланцюга білка становить 328 амінокислот, а молекулярна маса — 35 923.
| 10         |  | 20         |  | 30         |  | 40         |  | 50         |
| ---------- |  | ---------- |  | ---------- |  | ---------- |  | ---------- |
| MAEVRVQLLL |  | SRRPESVSFA |  | RSVCGLLGAG |  | PGLGTWPIHC |  | SLKRGRLVLS |
| SRPFPGASAR |  | LPLQRPPFCP |  | FAALEERPRV |  | PGAELPTDRG |  | VDLGVAVILQ |
| SSDKTVLLTR |  | RARTLSVSPN |  | LWVPPGGHVE |  | LEEELLDGGL |  | RELWEESGLH |
| LPQGQFSWVP |  | LGLWESAYPP |  | RLSWGLPKYH |  | HIVLYLLVIS |  | QESQQQLQAR |
| IQPNPNEVSA |  | LMWLTPDVAA |  | AVAAAEDGTE |  | TPGLLPQDLP |  | PSVLAVELEE |
| DGRARPLVLH |  | MSTLLRMIPT |  | MAEDKERVST |  | GTKFALKLWL |  | QHLGRTPPPC |
| KSAAYLDPGP |  | AKEEWNMDPL |  | PPNQGSGK   |  |            |  |            |

A: Аланін

C: Цистеїн

D: Аспарагінова кислота

E: Глутамінова кислота

F: Фенілаланін

G: Гліцин

H: Гістидин

I: Ізолейцин

K: Лізин

L: Лейцин

M: Метіонін

N: Аспарагін

P: Пролін

Q: Глутамін

R: Аргінін

S: Серин

T: Треонін

V: Валін

W: Триптофан

Кодований геном білок за функцією належить до гідролаз. 
Білок має сайт для зв'язування з іонами металів, іоном магнію, іоном марганцю. 